# Roger Gößner
Roger Gößner (ur. 11 listopada 1964 w Ludwigshafen am Rhein) – zachodnioniemiecki, a potem niemiecki zapaśnik walczący w stylu klasycznym. Olimpijczyk z Seulu 1988, gdzie zajął dziesiąte miejsce w kategorii do 82 kg.
Wicemistrz świata w 1982. Piąty na mistrzostwach Europy w 1987. Trzeci na MŚ kadetów i juniorów w 1982 roku.
Mistrz RFN w 1987 i 1988; drugi w 1989, 1990; trzeci w 1986. Mistrz Niemiec w 1994; drugi w 1996; trzeci w 1991, 1992 i 1995 roku.